# Gunung Ujeuen
Gunung Ujeuen är ett berg i Indonesien.   Det ligger i provinsen Aceh, i den västra delen av landet, 1 600 km nordväst om huvudstaden Jakarta. Toppen på Gunung Ujeuen är 1 924 meter över havet, eller 178 meter över den omgivande terrängen. Bredden vid basen är 0,56 km. Gunung Ujeuen ingår i Pegunungan Pase.
Terrängen runt Gunung Ujeuen är bergig norrut, men söderut är den kuperad. Trakten runt Gunung Ujeuen är nära nog obefolkad, med mindre än två invånare per kvadratkilometer. I omgivningarna runt Gunung Ujeuen växer i huvudsak städsegrön lövskog.